# Tính so sánh được

Biểu đồ Hasse của các số tự nhiên, được sắp thứ tự riêng phần theo quan hệ "x≤y nếu x là ước của y". Số 4 và 6 không so sánh được với nhau vì không có số nào trong cặp chia hết cho số còn lại.

Trong toán học,  hai phần tử x và y của tập hợp P được gọi là so sánh được với nhau tương ứng với quan hệ hai ngôi ≤ nếu ít nhất một trong x ≤ y hoặc y ≤ x là đúng.  Ngược lại thì chúng được gọi là không so sánh được với nhau.

## Định nghĩa chặt chẽ
Quan hệ hai ngôi trên tập hợp {\displaystyle P} được định nghĩa là bất kỳ tập hợp con {\displaystyle R} của {\displaystyle P\times P.} Cho {\displaystyle x,y\in P,} {\displaystyle xRy} được viết khi và chỉ khi {\displaystyle (x,y)\in R,}, khi đó ta nói {\displaystyle x} có quan hệ với {\displaystyle y} theo {\displaystyle R.} 
Phần tử {\displaystyle x\in P} được gọi là {\displaystyle R}-so sánh được hay, hay so sánh được (tương ứng với quan hệ {\displaystyle R}), với phần tử {\displaystyle y\in P} nếu {\displaystyle xRy} hoặc {\displaystyle yRx.}  
Thường thì các ký hiệu so sánh chẳng hạn như {\displaystyle \,<\,} (hoặc {\displaystyle \,\leq \,,} {\displaystyle \,>,\,} {\displaystyle \geq ,} và nhiều cái khác) được dùng thay cho {\displaystyle R,} và ta viết {\displaystyle x<y} thay cho {\displaystyle xRy,} .Do vậy thuật ngữ "so sánh được" được sử dụng. 
Tinh so sánh được tương ứng với {\displaystyle R} cảm sinh một quan hệ hai ngôi chính tắc trên {\displaystyle P}; chính xác hơn, quan hệ so sánh được cảm sinh bởi {\displaystyle R} được định nghĩa là tập tất cả các cặp {\displaystyle (x,y)\in P\times P} thỏa mãn {\displaystyle x} so sánh được với {\displaystyle y}; tức là ít nhất một trong {\displaystyle xRy} hoặc {\displaystyle yRx} là đúng.
Tương tự, quan hệ không so sánh được trên {\displaystyle P} cảm sinh bởi {\displaystyle R} được định nghĩa là tập tất cả các cặp {\displaystyle (x,y)\in P\times P} thỏa mãn {\displaystyle x} không so sánh được với {\displaystyle y;}; tức là cả {\displaystyle xRy} và {\displaystyle yRx} đều sai. 
Nếu ký hiệu {\displaystyle \,<\,} được dùng thay vì {\displaystyle \,\leq \,} thì tính so sánh được tương ứng với {\displaystyle \,<\,} đôi khi được ký hiệu bởi {\displaystyle {\overset {<}{\underset {>}{=}}}}, còn tính không so sánh được được ký hiệu bởi {\displaystyle {\cancel {\overset {<}{\underset {>}{=}}}}\!}.

## Ví dụ
Tập hợp sắp thứ tự toàn phần là tập hợp sắp thứ tự riêng phần trong đó bất kỳ hai phần tử đều so sánh được với nhau. Định lý mở rộng Szpilrajn phát biểu rằng mọi thứ tự riêng phần đều nằm trong một thứ tự toàn phần nào đó. Theo trực giác, có nghĩa là bất kỳ phương pháp so sánh nào mà để lại một số cặp không so sánh được với nhau, vẫn có thể mở rộng sao cho mọi cặp so sánh được với nhau.

## Tính chất
Cả hai quan hệ so sánh được và không so sánh được đều có tính đối xứng, nghĩa là {\displaystyle x} so sánh được với {\displaystyle y} khi và chỉ khi {\displaystyle y} so sánh được với {\displaystyle x,} tương tự như vậy đối với tính không so sánh được.

## Đồ thị so sánh được
Đồ thị so sánh được của tập hợp sắp thứ tự riêng phần {\displaystyle P} có các đỉnh là các phần tử thuộc {\displaystyle P} và các cạnh là các cặp phần tử {\displaystyle \{x,y\}} sao cho {\displaystyle x\ {\overset {<}{\underset {>}{=}}}\ y}.

## Phân loại
Khi phân loại các đối tượng toán học (chẳng hạn như không gian tô pô), hai tiêu chuẩn được gọi là so sánh được với nhau nếu các đối tượng thỏa mãn một tiêu chuẩn sẽ cấu tạo một tập con các đối tượng thỏa mãn tiêu chuẩn còn lại, tức là chúng so sánh được với nhau dưới thứ tự riêng phần ⊂.Vi dụ chẳng hạn, Tiêu chuẩn T1 và T2 so sánh được với nhau trong khi tiêu chuẩn T1 và tiêu chuẩn điều độ thì không.